# Poecilopsis christianae
Poecilopsis christianae är en fjärilsart som beskrevs av Eugen Wehrli 1941. Poecilopsis christianae ingår i släktet Poecilopsis och familjen mätare. Inga underarter finns listade i Catalogue of Life.